# Rohstoffhandel
Rohstoffhandel sind in der Wirtschaft jene Wirtschaftszweige, die sich mit dem Handel und Vertrieb von Primär- und Sekundärrohstoffen befassen.

## Allgemeines
Der Rohstoffhandel ist wesentlicher Bestandteil der Rohstoffwirtschaft, ist aber nicht mit der Gewinnung und Verarbeitung der Rohstoffe selbst befasst. Das erfolgt auf vorgelagerten Verarbeitungsstufen. Innerhalb eines Staates findet der Rohstoffhandel über den Handel (Handelsstufen wie Großhandel und Einzelhandel) statt, der als Absatzmittler zwischen Anbieter und Nachfrager auf dem Rohstoffmarkt fungiert. Im Rahmen des Außenhandels erfolgt der Rohstoffhandel über Export und Import. Die Bedeutung der Rohstoffe hat im Welthandel durch das Vordringen von Erzeugnissen höherwertiger Verarbeitungsstufen stetig abgenommen, denn in den 1970er Jahren lag der Marktanteil am Welthandel bei 46 % und 1994 noch bei lediglich 27 %. Dennoch ist für viele rohstoffreiche Entwicklungs- und Schwellenländer der Rohstoffhandel durch Export eine bedeutende Einnahmequelle, bei manchen Staaten sogar in Form der Monostruktur die Haupteinnahmequelle.

## Geschichte

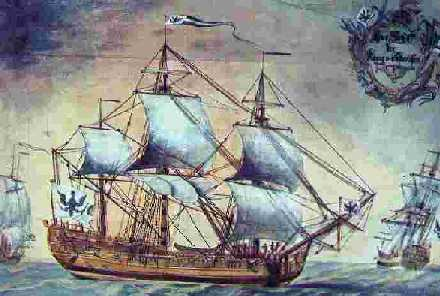
Die „König von Preußen“ – Das erste Handelsschiff der Königlich Preußisch-Asiatischen Compagnie von Emden

Ein früher Terminhandel von Oliven fand im antiken Griechenland und von Weizen im alten Rom statt. So soll Thales von Milet im 6. Jahrhundert vor Christus Termingeschäfte in Form von Optionen auf Olivenpressen getätigt haben. Der organisierte Rohstoffhandel über die Seidenstraße begann spätestens mit der Han-Dynastie um 206 v. Chr., Haupthandelsobjekte waren Seide, Agrarprodukte und Luxusgüter (Achat, Bernstein, Ebenholz, Elfenbein oder Sandelholz). Zu jener Zeit erreichte der Rohstoffhandel noch keine bedeutenden Ausmaße, erst während des Zeitalters der Entdeckungen gab es umfangreichen Handel.
Nachdem der Portugiese Fernão Peres de Andrade im August 1517 die Küste von Kanton auf der vorgelagerten Insel Nei Lingding Dao erreichte, dominierten Agrarrohstoffe den Handel. Tee und Gewürze kamen hierdurch nach Europa. Die Tulpenmanie in den Niederlanden war wohl die erste Spekulationsblase, die im Februar 1637 ihren Höhepunkt erreichte. Im Tauschhandel für Seide und Tee lieferten um 1750 die Europäer Metalle wie Blei, Eisen und Zinn nach China. Im Juli 1753 kehrte das erste Handelsschiff der deutschen Emder Ostasiatische Handelskompanie, die „König von Preußen“, aus Kanton nach Emden mit Rohstoffen zurück. Der Erlös der Waren der ersten Reise, wie Tee, Rohseide und Porzellan, warf kaum Gewinn ab, deckte aber die Kosten der Reise.
Zur Marktregulierung des Weltrohstoffhandels wurden internationale Rohstoffabkommen geschlossen, so beispielsweise für Zinn (1956), Weizen (1962), Olivenöl (1963), Kaffee (1968), Zucker (1969), Kakao (1973) und das Internationale Tropenholz-Übereinkommen (1983).

## Rohstoffmarkt

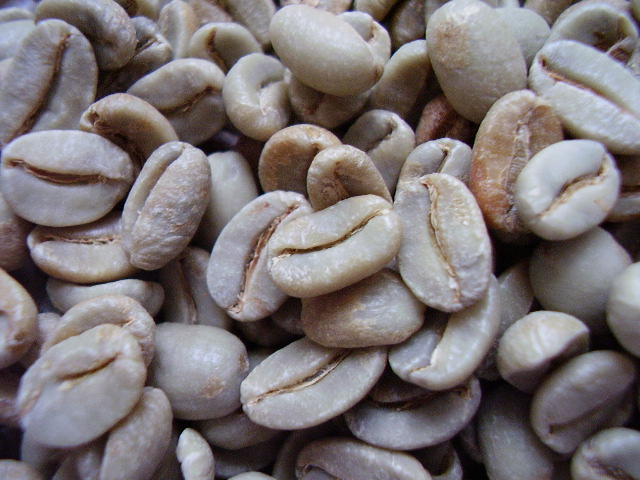
Rohkaffee ist ein echter Agrarrohstoff

Der Rohstoffmarkt (englisch commodity market) ist ein Teilmarkt des Gütermarkts, auf dem als Handelsobjekte Rohstoffe und Grundstoffe mit einem festgelegten Standard (wie beispielsweise Brent für Erdöl) und Maßeinheit (Barrel bei Erdöl) gehandelt werden. Gelten Rohstoffe als Produktionsfaktoren, ist der Rohstoffmarkt auch ein Teilmarkt des Faktormarkts. Eine Institutionalisierung des Rohstoffmarkts sind die Warenbörsen. Marktteilnehmer auf Rohstoffmärkten sind der Rohstoffhandel, rohstoffverbrauchende Unternehmen, Privathaushalte und der Staat mit seinen Gebietskörperschaften und öffentlichen Unternehmen. Der Rohstoffmarkt seinerseits besteht aus einer Vielzahl von Teilmärkten wie dem Agrarmarkt, Ölmarkt, Goldmarkt oder Silbermarkt.
Preisbildung
Die Preisbildung des Rohstoffpreises erfolgt durch den Marktmechanismus, der Angebot und Nachfrage zum Ausgleich bringt. Der Rohstoffmarkt kann durch folgende lineare Angebots- und Nachfragefunktionen beschrieben werden:
{\displaystyle A=b+s\cdot p\pm v}, wobei {\displaystyle s>0,v>0},
{\displaystyle N=a-d\cdot p\pm u}, wobei {\displaystyle d>0,u>0}.
Dem Angebot an Rohstoffen {\displaystyle A} steht die Nachfrage nach Rohstoffen {\displaystyle N} gegenüber, der Rohstoffpreis ist {\displaystyle p}, als Konstanten sind {\displaystyle a,b,d,s} berücksichtigt, additive Störterme sind {\displaystyle v,u}. Demnach herrscht auf dem Rohstoffmarkt Marktgleichgewicht, wenn
{\displaystyle A=N},
der Gleichgewichtspreis ist danach: 
{\displaystyle p={\frac {a-b\pm u\mp v}{s+d}}}.
Er erhöht sich bei sinkendem Angebot, während er sich bei sinkender Nachfrage verringert.
Generell sind auf Rohstoffmärkten zyklische Bewegungen der Rohstoffpreise zu beobachten; starke Volatilitäten sind eine vorhandene Eigenschaft. Ursachen sind das Marktwachstum der Emerging Markets, Globalisierung, politische Risiken, Wechselkursrisiken und die Spekulation (bei niedriger Preiselastizität). Auch wegen der relativ geringen Reichweiten zahlreicher Rohstoffe entsteht eine natürliche Knappheit, die zu Preissteigerungen führt. 
Handelsobjekte
Die wichtigsten Handelsobjekte sind:
| Handelsobjekt               | Produktgruppen | Produkte |
| --------------------------- | --- | --- |
| Nahrungsmittel/Futtermittel | Fleisch Molkereiprodukte Agrarrohstoffe Ölpflanzen Pflanzenöle und Pflanzenfette Gewürze technische Agrarrohstoffe | Brathähnchen, Ferkel, Geflügelfleisch, Schlachtbullen, Schlachtschweine, Schweinebäuche Milch, Käse Obst: Obstarten wie Beerenobst, Kernobst, Schalenobst, Steinobst, Südfrüchte,Tropenfrüchte insbesondere Avocado, Hanf, Lein, Ölpalme, Raps, Sesam und Soja Palmöl, Palmkernöl, Sojaöl Anis, Gewürznelken, Kapern, Kümmel, Paprika, Pfeffer, Safran, Zwiebeln usw. Baumwolle, Naturkautschuk oder Wolle |
| Genussmittel                | Rohkaffee, Rohkakao                                                                                                | Röstkaffee, Kakao, Tabak, Tee |
| Industrierohstoffe          | Brenn- und Treibstoffe Investitionsgüterrohstoffe Konsumgüterrohstoffe Ölsaaten und Ölfrüchte Edelmetalle          | Benzin, Erdgas, Heizöl, Propangas, Rohöl unter anderem Aluminium, Blei, Kantholz, Kupfer, Nickel, Zink, Zinn Baumwollgarn, Kokons, Wollgarn Kopra, Leinsaat, Rapssaat, Sojabohnen Gold, Palladium, Platin, Silber |

Diese Handelsobjekte sind nach ihrem primären Verwendungszweck eingeteilt.

## Handelsplätze
Im 19. Jahrhundert begannen die USA damit, standardisierte Agrarprodukte (Commodities) über Warenbörsen zu handeln. Dort startete im April 1848 der Chicago Board of Trade mit einem Kassamarkt für Getreide. Im Jahre 1858 standardisierte man Terminkontrakte – die damals noch anders hießen (englisch „to-arrive contracts“) – insbesondere um die Produktqualität von Getreide sicherzustellen. Die 1848 gegründete Chicago Board of Trade (CBOT) ist die weltälteste Terminbörse und Teil der CME Group. Mehr als fünfzig verschiedene Warentermingeschäfte werden durch über 3.600 CBOT-Mitglieder sowohl durch Parketthandel als auch elektronisch abgewickelt. Eine weitere Börse ist die Chicago Mercantile Exchange (CME). An der CME werden vor allem Futures und Optionen auf unterschiedliche Waren gehandelt. Im Oktober 1865 gab es formale Handelsregeln insbesondere zu den Lieferpflichten der Verkäufer. Im September 1870 begann die New York Cotton Exchange, im Mai 1872 folgte die Butter and Cheese Exchange of New York, Vorgängerin der heutigen weltgrößten Warenterminbörse New York Mercantile Exchange (NYMEX); die Coffee, Sugar and Cocoa Exchange entstand im März 1882. Als erste Metallbörse eröffnete im Januar 1877 die noch heute existierende London Metal Exchange. Sie ist für Industriemetalle, wie Aluminium, Blei, Kupfer, Nickel, Zink und Zinn zuständig. Außer bei Kupfer und Aluminium, die auch an der NYMEX in New York gehandelt werden, verfügt die LME bei allen anderen Metallen nahezu über eine Monopolstellung. Die ICE Futures (früher „International Petroleum Exchange“, IPE) ist Handelsplattform für die in Europa führende Ölsorte Brent. Sie ist die größte Terminbörse für Optionen und Futures auf Erdöl, Erdgas und Elektrizität in Europa.
Der London Bullion Market ist der wichtigste außerbörsliche Handelsplatz (englisch Over-The-Counter, OTC) für Gold und Silber sowie einer der global bedeutenden Rohstoffhandelsplätze in London. Hier wird seit 1919 der Weltmarktpreis für Gold und seit 1897 der Weltmarktpreis für Silber festgestellt. Den Handel koordiniert die London Bullion Market Association (LBMA). Die Preisbildung für die Edelmetalle Platin und Palladium findet am London Platinum and Palladium Market (LPPM) statt. Der LPPM stellt wie der London Bullion Market die Ausnahme unter den Rohstoffmärkten dar: er ist keine Börse, sondern ein OTC-Markt.

## Rohstoffindizes
Die Preisentwicklung von 19 für den Welthandel relevanten Rohstoffen misst der Thomson Reuters/Jefferies CRB Index. Er wurde erstmals 1958 vom Commodity Research Bureau (CRB) in den USA berechnet. Der Index gilt als übergeordneter Indikator für den gesamten Rohstoffsektor. Der heutige Rohstoffindex, der den Namen CRB-Index trägt, ist nicht mit dem historischen CRB-Index vergleichbar. Er wurde 2005 grundlegend überarbeitet, als seine traditionelle Berechnungsmethode nicht mehr aktuell war. Der ursprüngliche CRB-Index läuft seitdem unter dem Namen Continuous Commodity Index („Old CRB Index“) weiter.
Weitere Rohstoffindizes sind der Bloomberg Commodity Index (früher Dow Jones-AIG Commodity Index), der Rogers International Commodity Index (RICI) und der S&P GSCI (früher Goldman Sachs Commodity Index). Ein Nahrungsmittel-Preisindex der Ernährungs- und Landwirtschaftsorganisation (FAO) der Vereinten Nationen ist der FAO Food Price Index (FFPI). Er erfasst die Entwicklung der Weltmarktpreise von verschiedenen Agrarrohstoffen und Nahrungsmitteln. Der HWWI-Rohstoffpreisindex ist ein umfassender Rohstoffindex.
Im Gegensatz zu Rohstoffindizes spiegeln Rohstoffaktienindizes nicht die Wertentwicklung der Rohstoffe, sondern die der Aktiengesellschaften wider. Beispiele sind der NYSE Arca Gold BUGS Index (HUI), ein Aktienindex von internationalen Goldproduzenten und hauptsächlich Gold fördernden Bergbauunternehmen, und der Philadelphia Gold and Silver Index (XAU), in dem internationale Gold- und Silberproduzenten gelistet sind.

## Rohstoffe als Anlageklasse
Rohstoffe stellen als Commodities eine eigene Anlageklasse dar und gelten dabei als alternative Investments. Aufgrund der hohen Volatilität ist diese Anlageklasse häufig auch Gegenstand spekulativer Investments, so dass sie nur für risikofreudige Anleger geeignet ist. Die Kontrahenten sind meist nicht an der physischen Lieferung der Rohstoffe interessiert, sondern an Kursgewinnen. Die Anlage erfolgt deshalb nicht in Bestände, sondern in Termingeschäften auf oder Leerverkäufen von Rohstoffen oder börsengehandelte Exchange-traded Commodities (ETCs). Mit Abstand populärstes Anlageobjekt sind Edelmetalle in Form von Gold (Goldbarren oder Goldmünzen). Gold wird häufig als Sicherung gegen Inflation und Krisensituationen angesehen, wenngleich ein Kapitalertrag nicht erzielt werden kann.

## Wirtschaftliche Aspekte
Der Bergbau ist der einzige Wirtschaftssektor innerhalb der Urproduktion, der nichterneuerbare Rohstoffe produziert. Abbau und Gewinnung führen deshalb zu einer Verringerung der Reichweite dieser Rohstoffe, die eine natürliche Knappheit und damit theoretisch tendenzielle Steigerungen der Rohstoffpreise zur Folge hat. So haben beispielsweise die Rohstoffvorkommen von Gold beim bisherigen Jahresverbrauch noch 16,1 Jahre Reichweite. Neben dem Nichtverbrauch und möglichen Substitutionen kann diese Reichweite nur durch Recycling hinausgeschoben werden.
Bodenressourcen werden im Allgemeinen nicht direkt konsumiert, sondern gelten vor allem als Produktionsfaktoren (Rohstoffe), die zusammen mit den übrigen Faktoren Arbeit und Kapital zur Produktion von Konsum- und Investitionsgütern eingesetzt werden. Die Preisbildung auf den Rohstoffmärkten verläuft anders als bei nachwachsenden (reproduzierbaren) Rohstoffen. Ein heute verbrauchter, nichterneuerbarer Rohstoff steht – abgesehen von Recycling und Substituierbarkeit – für einen künftigen Verbrauch nicht mehr zur Verfügung, so dass der Verbraucher Opportunitätskosten im Marktpreis berücksichtigen muss. Deshalb muss die für reproduzierbare Güter geltende Effizienzbedingung, wonach der Marktpreis {\displaystyle p^{*}} den Grenzkosten {\displaystyle c^{*}} entspricht
{\displaystyle p^{*}=c^{*}},
um die Opportunitätskosten {\displaystyle c_{o}} erhöht werden:
{\displaystyle p^{*}=c^{*}+c_{o}}.
Deshalb wird von nicht reproduzierbaren Rohstoffen weniger und zu einem höheren Preis angeboten als bei reproduzierbaren. Das Preisniveau steigt bei nicht reproduzierbaren Rohstoffen auch dadurch, dass sich die Abbaukosten tendenziell erhöhen (Goldminen müssen immer tiefer gegraben werden). Lewis Cecil Gray wies in diesem Zusammenhang 1914 nach, dass der Marktpreis eines nicht reproduzierbaren Rohstoffes neben den Grenzkosten seines Abbaus auch die Opportunitätskosten beinhalten müsse. Die Opportunitätskosten entstehen der Bergbaugesellschaft dadurch, dass ihr beim Abbau ein Nutzen entsteht (durch Gewinne), der verkaufte Rohstoff aber künftig nicht mehr verkauft werden kann und deshalb auch keinen Nutzen mehr stiftet.  
Bei vielen Rohstoffen spielt die Versorgungssicherheit bzw. Energiesicherheit eine große Rolle, so dass der Selbstversorgungsgrad in einem Staat sensibel gemessen wird. Je mehr sich der Selbstversorgungsgrad an 100 % annähert, umso höher ist die Autarkie und umso geringer ist die Importabhängigkeit.
Lieferengpässe gibt es durch plötzlichen Nachfrageüberhang (etwa Hamsterkäufe), bei Überproduktion besteht ein Angebotsüberhang. Weitere Marktungleichgewichte sind die Nachfragelücke und die Angebotslücke. Gibt es keine Mindest- und Höchstpreise, wirken sich alle vier Marktungleichgewichte auf die Rohstoffpreise aus. Sie können niemals auf „null“ fallen, denn Rohstoffe sind materielle Vermögensgegenstände mit einem inneren Wert, einem Gebrauchsnutzen und knappe Güter. Demgegenüber sind unbegrenzte exorbitante Preissteigerungen möglich (etwa Ölpreiskrisen), die durch Marktstörungen hervorgerufen werden können. Dabei ist zwischen realen und nominalen Schocks zu unterscheiden. Reale Schocks werden beispielsweise durch Ressourcen- oder Technologieänderungen herbeigeführt und haben Angebots- oder Bedarfsverschiebungen zur Folge. Nominale Schocks gehen von den Finanzmärkten aus. Rohstoffbedingte Schocks können nach Schockintensität und Schockpersistenz unterschieden werden, wobei die Intensität das Ausmaß der Rohstoffpreisänderung und die Persistenz die Dauerhaftigkeit der Preisänderung beschreibt. Ein Anstieg der Rohstoffpreise verteuert die Produktion und lässt sich daher als negativer Angebotsschock interpretieren, umgekehrt verhält es sich mit Preisverfall. Die Angebotskurve verschiebt sich nach links.